# Marcos Valle

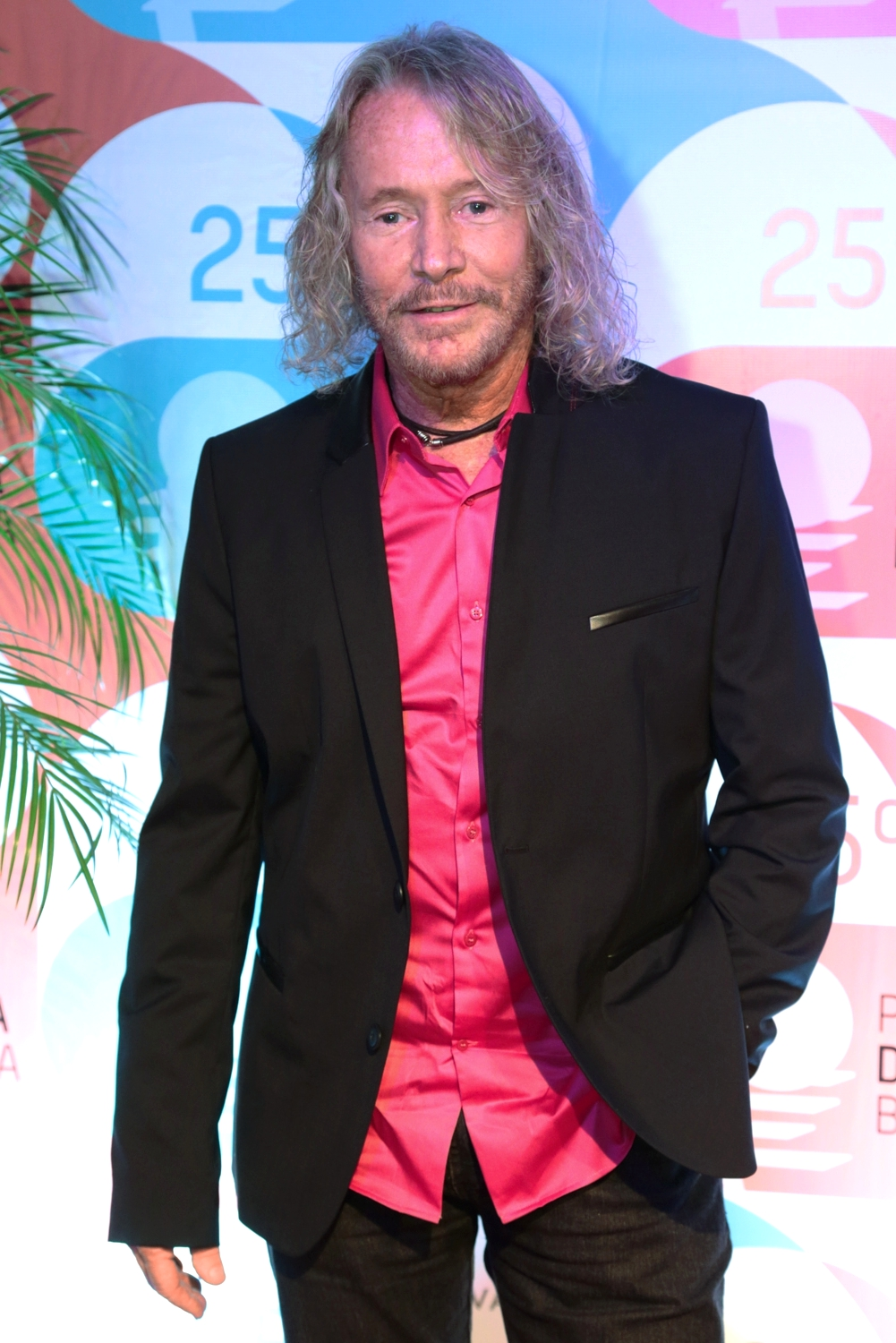
Marcos Valle (2014)

Marcos Kostenbader Valle (* 14. September 1943 in Rio de Janeiro) ist ein brasilianischer Komponist, Sänger, Gitarrist und Pianist, der zunächst der so genannten zweiten Generation des Bossa Nova angehörte. Im späteren Verlauf seiner Karriere wandte sich Valle Stilen wie Soul, Funk, MPB (Música Popular do Brasil) und Brazilectro zu.

## Biographie
Valle begann im Alter von sechs Jahren, Klavier zu lernen. Die erste erfolgreiche Aufnahme von ihm und seinem Bruder Paulo Sergio, der für ihn die Texte schrieb, war Sonho de Maria, aufgenommen vom Tamba Trio im Jahr 1963.
Mit den später gleichfalls berühmten Edu Lobo und Dori Caymmi gründete er ein Trio. Im Jahr 1963 nahm Valle seine erste LP Samba demais auf mit den Eigenkompositionen Amor de nada, Razão do amor, Tudo de você, Sonho de Maria, E vem o sol und Ainda mais lindo, alle mit Texten von Paulo Sérgio Valle. Außerdem enthielt das Album die Songs Vivo sonhando (Tom Jobim), Moça flor (Durval Ferreira / Lula Freire), Canção pequenina (Pingarilho), Ela é carioca (Tom Jobim / Vinícius de Moraes), Ilusão à toa (Johnny Alf) und A morte de um Deus de sal (Roberto Menescal / Ronaldo Bôscoli). Das Album wurde mit mehreren Preisen ausgezeichnet. Zu dieser Zeit begann Valle Konzerte zu geben. Somit gab er sein Studium der Rechtswissenschaft an der Universität von Rio de Janeiro im zweiten Jahr auf.
1965 erschien sein zweites Album O compositor e o cantor Marcos Valle („Der Komponist und Sänger Marcos Valle“) mit den Songs Gente, Preciso aprender a ser só, Samba de verão, A resposta und Deus brasileiro, alle wieder in Zusammenarbeit mit Paulo Sérgio Valle entstanden.
Außerdem reiste Valle in die Vereinigten Staaten, wo er sieben Monate lang der Band von Sérgio Mendes, Brasil’65, angehörte, mit der er in Nachtclubs, an Universitäten und in der TV-Show von Andy Williams auftrat. Danach kehrte er nach Brasilien zurück.
Im Jahr 1966 erreichte Walter Wanderleys Aufnahme von Valles Komposition Summer Samba (auch unter So Nice oder Samba de verão bekannt) Platz drei der US-amerikanischen Easy-Listening- sowie Platz 26 der Pop-Charts. Allein in den USA wurden anschließend mindestens 80 Versionen des Liedes aufgenommen. Ebenfalls 1966 begann Valle auch mit Aufnahmen zu seiner dritten LP, die er jedoch nicht beendete. Stattdessen kehrte er im folgenden Jahr in die Vereinigten Staaten zurück und nahm dort die Instrumental-LP Braziliance! A música de Marcos Valle auf. Im selben Jahr veröffentlichte Valle eine weitere LP, Samba’68, auf dem Label Verve. Sie enthielt einige seiner größten Erfolge, neben dem schon erwähnten Summer Samba auch Crickets Sing for Ana Maria und Batucada. Eumir Deodato sorgte für die Arrangements, während Norman Gimbel, der schon Tom Jobims Garota de Ipanema (The Girl from Ipanema) ins Englische übertragen hatte, die englischen Texte des Albums schrieb, das sich anschließend sehr gut verkaufte. Trotzdem zog es Valle aus Heimweh zurück nach Rio; auch befürchtete er, in den USA für den Vietnam-Krieg rekrutiert zu werden.
1968 nahm Valle in Brasilien die LP Viola Enluarada auf, bei der Milton Nascimento mitwirkte.
Die 1969 darauf folgende LP Mustang cor de sangue kennzeichnet die Abkehr Valles vom puren Bossa nova und die Hinwendung zu moderneren Stilen. Der auf dem Album enthaltene Instrumentaltitel Azimuth wurde Namensgeber des brasilianischen Trios Azymuth. Die Texte von Paulo Sérgio wurden nun kritischer, auch wenn das nicht immer gewürdigt wurde, galten die blonden Valle-Brüder doch samt ihrer deutschen Abstammung und der Herkunft aus besserem Hause als elitär.
In den 1970er Jahren arbeitete Valle hauptsächlich an Soundtracks und Jingles für Telenovelas. 1970 erschien das nur mit Marcos Valle betitelte Album, das auch als das „Bett-Album“ bekannt ist, da Valle auf dem Cover in einem Bett liegend zu sehen ist. Die Musik darauf ist weitaus mehr psychedelischer Pop und Soul als Bossa nova. Diese Tendenz setzt sich auf den folgenden Alben Garra (1971), Vento Sul (1972), Previsão do tempo (1973) und Marcos Valle (1974) fort.
Zwischen 1975 und 1980 lebte Valle wieder in den USA. Dort arbeitete er an Alben von Sarah Vaughan sowie Airto Moreira und begann eine musikalische Partnerschaft mit Leon Ware, der seinerseits wiederum Songs für Michael Jackson oder Marvin Gaye geschrieben hatte. Die Zuwendung Valles zur schwarzen US-amerikanischen Musik zeigte sich am 1981 aufgenommenen A Paraíba não é Chicago, das sich auf dem Album Vontade de rever você befindet: Dort vermischen sich typische Soul- und Funk-Sounds wie das Hohner Clavinet mit traditionellen brasilianischen Rhythmen und Klängen wie dem Akkordeon. Der Titel bedeutet auf Deutsch „Paraíba (ein Bundesstaat im Nordosten Brasiliens) ist nicht Chicago“.
Einen kleinen Hit konnte Valle mit dem Disco-Song Estrelar auf dem wieder nur mit Marcos Valle betitelten Album von 1983 landen. Auch der 1984 erschienene und stark vom Stil der 1980er Jahre beeinflusste Song Bicicleta konnte sich in den Charts platzieren. Nichtsdestotrotz wurde es um den einstigen Bossa-Nova-Star stiller; das 1986 erschienene Album Tempo da gente erfuhr nur wenig Resonanz und blieb lange die letzte Marcos Valle-Aufnahme.
Dann aber brachten die 1990er Jahre eine Retrowelle mit sich, die auch alte Marcos Valle-Aufnahmen plötzlich wieder gefragt machten, selbst in angesagten Diskotheken. Easy Listening und Electro Beats vermischten sich zum Brazilectro. Insbesondere Crickets Sing for Ana Maria wurde von Londoner Diskotheken ausgehend zum Clubhit in Europa. Valle wurde aus der Versenkung geholt und ist seither wieder musikalisch produktiv. 1999 erschien mit Nova Bossa Nova seine erste Studioaufnahme seit 1986 beim auf brasilianische Musik spezialisierten britischen Label Far Out Recordings. Das Album ist auf eben jene Clubszene zugeschnitten, der Valle sein Comeback verdankte. Es enthält tanzbare Rhythmen von Bossa Nova bis House; dominierendes Instrument ist das Fender Rhodes Piano. Auch Escape von 2001 und Contrasts von 2004 schlagen in diese Kerbe.
Seit jener Zeit tourt Valle wieder regelmäßig durch Europa, begleitet von seiner Frau Patrícia Alví, die ihn dabei gesanglich unterstützt. Das 2005 aufgenommene Jet Samba enthält neue Instrumentalversionen von zum Teil älteren Kompositionen. Valle zeigt sich darauf in erster Linie als brillanter Pianist. Estática von 2010 dagegen knüpft an die Alben der 1970er Jahre an und spart nicht mit Streicher- und Bläsersätzen. 2013 erschien ein gemeinsames Album mit der amerikanischen Jazz-Sängerin Stacey Kent mit dem Titel Ao Vivo 50 Anos, der auf Valles 50-jährige Bühnenkarriere anspielt.
Marcos Valles nahm für das Label Jazz Is Dead im Jahr 2020 zum ersten Mal seit 50 Jahren wieder ein Album in den USA auf. An der selbstbetitelten LP waren unter anderem Ali Shaheed Muhammad von A Tribe Called Quest und der Musiker Adrian Younge beteiligt.

## Diskographie
- 1963: Samba „Demais“ (Odeon)
- 1965: O Compositor e o Cantor (Odeon)
- 1966: Braziliance! (Warner/Odeon)
- 1968: Samba '68 (Verve)
- 1968: Viola Enluarada (Odeon)
- 1969: Mustang Cor de Sangue (Odeon)
- 1970: Marcos Valle (Odeon)
- 1971: Garra (Odeon)
- 1972: Vento Sul (Odeon)
- 1973: Previsão do Tempo (Odeon)
- 1974: Marcos Valle (Odeon)
- 1981: Vontade de Rever Você (Som Livre)
- 1983: Marcos Valle (Som Livre)
- 1984: Bicicleta/Beta Menina (Som Livre)
- 1986: Tempo da Gente (Arca Som)
- 1998: Nova Bossa Nova (Far Out)
- 2001: Escape (Far Out)
- 2001: Bossa entre Amigos (mit Roberto Menescal und Wanda Sá) (Albatroz)
- 2003: Live in Montreal (mit Victor Biglione) (Rob) – Aufnahme aus dem Jahr 2000
- 2003: Contrasts (Far Out)
- 2005: Jet-Samba (Dubas)
- 2009: Página Central (mit Celso Fonseca) (Biscoito Fino)
- 2010: Estática (Far Out)
- 2012: Ensaio (Warner) – Aufnahme aus dem Jahr 2001
- 2013: Ao Vivo 50 Anos (mit Stacey Kent) (Sony/BMG)
- 2018: Edu Dori & Marcos (mit Edu Lobo und Dori Caymmi) (Biscoito Fino)
- 2019: Sempre (Far Out)
- 2020: Cinzento (Deck/Polysom)
- 2022: A Chuva sem Gal (mit Joyce Moreno)  (Biscoito Fino)
- 2024: Túnel Acústico

Daneben sind zahlreiche Kompilationen erschienen. Außerdem ist er häufig auf Veröffentlichungen anderer Künstler zu hören, z. B. bei Bossacucanova (2004), Ian Pooley (2004), Paula Morelenbaum (2010) und Sonzeira (2014).

## Trivia
Summer Samba wurde in mehr als 180 Versionen von verschiedenen Künstlern aufgenommen, unter anderem von Emma Bunton, Diana Krall und Astrud Gilberto.
Valle ist zum vierten Mal verheiratet und hat drei Kinder.